# Hanken
Hanken (szw. Svenska handelshögskolan, ang. Hanken School of Economics, dosł. Szwedzka Wyższa Szkoła Handlowa Hanken) – szwedzkojęzyczna i anglojęzyczna uczelnia ekonomiczna w Helsinkach i w Vaasie. Założona w 1909 roku, obecnie jest jedyną samodzielną uczelnią ekonomiczną w Finlandii.
Hanken oferuje studia licencjackie, magisterskie i podyplomowe w języku szwedzkim, a także programy magisterskie, MBA i doktoranckie w języku angielskim.
Uczelnia składa się m.in. z pięciu wydziałów: finansów i statystyki, zarządzania i organizacji, marketingu, nauk ekonomicznych oraz księgowości i prawa handlowego, a także z centrum językowego, biblioteki i innych jednostek.
Hanken posiada akredytację EQUIS, AMBA (program Executive MBA) oraz Association to Advance Collegiate Schools of Business (AACSB).